# Hishikawa Moronobu
Hishikawa Monorobu (Awa, Japão; 1618 - 25 de julho de 1694) que viveu na Era Edo é o primeiro grande nome da gravura ukiyo-e. Um ilustrador convertido à gravura avulsa (xilogravura) monocromática denominado Sumizuri-ê. Desvinculou a gravura dos livros, que a encarecia, e passou a fazer dela um produto avulso.
Moronobu era filho de uma respeitado tintureiro e artesão do brocado do ouro e do fio de prata na vila de Hota, província de Awa, próximo à baía de Edo (atualmente parte da cidade de Kyonan, província de Chiba). Depois de mudar-se para Edo, ele se pôs a estudar o ofício do pai, estudando dois métodos de pintura, o Tosa e o Kanō.
Apesar do que disseram muitos estudiosos, Moronobu não foi o criador do ukiyo-e, mas assimilou o estilo de artistas anteriores, consolidando o estilo nas primeiras gravuras e pinturas. Foi ele quem criou uma forma madura do estilo, que ainda seria vista nos pintores seguintes.

## Trabalhos
Seus primeiros trabalhos conhecidos assinados e datados foram ilustrações de livros de 1672, embora os trabalhos anteriores ainda possam surgir. Em meados da década de 1670, Moronobu já havia se tornado o mais importante gravador de Ukiyo-e, uma posição que manteve até sua morte. Ele produziu mais de 100 livros ilustrados, talvez até 150, embora seja difícil atribuir a ele muitos exemplos não assinados (por exemplo, o estudioso Kiyoshi Shibui estabeleceu, em 1926, uma base para creditar alguns dos projetos anteriormente concedidos a Moronobu como o trabalho de Sugumura Jihei). Poucas das impressões de folha únicas de Moronobu sobreviveram, e a maioria, se não todas, não são assinadas. Entre essas folhas únicas estão impressões eróticas de álbuns.
Moronobu não era o "fundador" do Uukiyo-e, como alguns estudiosos primitivos supuseram. Em vez disso, ele fez uma assimilação de projetos Ukiyo-e incoados por artistas anteriores. Foi Moronobu quem criou a primeira forma verdadeiramente madura de Ukiyo-e, em um estilo de grande força e presença que estabeleceria os padrões para as gerações de artistas que seguiram. O domínio da linha de Moronobu foi freqüentemente citado em avaliações de sua obra, bem como o arranjo interativo de figuras, que parecem sempre servir uma função dramática que normalmente não é vista no trabalho de seus predecessores.
Algumas das impressões de Moronobu são encontradas com coloração à mão, mas esta amostra é uma sumizuri-e (ja: 墨 摺 絵) no seu estado original e não colorido. Há algo quase elementar no trabalho de linha de Moronobu e posicionamentos de figuras em preto e branco, que na maioria das vezes foi diminuído em efeitos decorativos quando as cores foram aplicadas à mão. As linhas preta e cinza e as áreas sólidas contrastam audazmente com o papel branco para produzir uma gama de valores tonais, com ênfase na forma e movimento das linhas e nos valores "positivos" dos espaços em branco. Como em muitos outros projetos de Moronobu, o artista foi inventivo em seu uso de formas curvilíneas justapostas contra diagonais diretas.
Agrupamentos de 12 imagens tinham sido comuns há séculos em quadros e pinturas de gênero. Entre os espécimes mais famosos, estão os lenços solitários pintados pelo mestre Tosa Mitsunobu (1434-1525). Assim, a adoção por Moronobu de um agrupamento de 12 era convencional o suficiente, particularmente porque tal arranjo proporcionava um contexto para alterar os padrões de mobiliário, vestuário e design, combinados mais ou menos com os meses do ano. No entanto, não se pode dizer que muito shunga (arte erótica) aderiu estritamente a progressões sazonais ou narrativas em 12 etapas. A impressão de Moronobu se qualifica como uma abuna-e ("impressão risqué"), um design erótico não-explícito de um tipo freqüentemente encontrado como o frontispício para conjuntos de shunga ou ocasionalmente intercalado entre as folhas explícitas. O formalismo de Moronobu é evidente aqui, com curvas e linhas retas equilibradas em proporção quase perfeita. Quanto ao casal amoroso, a sedução acaba de começar com o afrouxamento do obi (a faixa da mulher). Os significantes eróticos melhoram a cena. Por exemplo, a jovem beleza ergue a manga direita em direção à boca em um gesto de emoção reprimida. As imagens de água evocam a sexualidade da mulher, com símbolos eróticos femininos ou "yin" no córrego do jardim atrás dos amantes e nas ondas na manta do jovem galante, enquanto o ume florido na tela de pé serve como uma metáfora para homens ou " yang " sexualidade.
O trabalho de Moronobu é realizado na coleção da Biblioteca do Congresso.